# 青山二丁目 太まん飯店
青山二丁目 太まん飯店（あおやまにちょうめ　たいまんはんてん）は、文化放送で放送されていたアニラジ番組である。

## 番組概要
「松野太紀のCafe Blue Mountain 2」、「青山二丁目太紀ちゃんの店」から次ぐ松野太紀がパーソナリティを務める番組の第3弾として、2010年1月4日より超!A&G+とBBQRで放送開始。番組の設定は中華食堂である。
2010年3月、BBQRでの配信終了、同年6月超!A&G+での放送終了、たちばな出版がスポンサーに加わり、7月より文化放送での放送を開始。「 - Cafe Blue Mountain 2」から引き継がれてきた、青二声優のゲストコーナーが廃止となった。
また、地上波移行後開始された、たちばな出版書籍の朗読コーナーも2011年1月で終了（同時にスポンサーを降板）。同局で放送されていた「電撃大賞」同様、下ネタを含むネタ投稿番組となった。
同年6月3日放送分から10月初週放送分までは、ゼロワンエンターテイメントがスポンサーに加わっていた。 
2015年4月24日放送にて、6月いっぱいで番組が終了することが発表された。
パーソナリティ
- 松野太紀（たつこ）
- 太田真一郎（真子、第21回 - ）

過去のパーソナリティ
- 豊嶋真千子（ちーこ、 - 第19回）

放送時間
超!A&G+
- 2010年1月4日 - 6月28日

毎週月曜日 22:00 - 22:30（リピート放送　火曜日 10:00 - 10:30）
BBQR
- 2010年1月6日 - 3月31日

毎週水曜更新
文化放送
- 2010年7月9日 - 2011年4月1日

毎週金曜日 25:00 - 25:30
- 2011年4月8日 - 2015年6月26日

毎週金曜日 25:30 - 26:00

## コーナー
- 今週の標語

リスナーから寄せられた変態な標語を紹介する。
- チャーシュー

リスナーから寄せられたふつおたを紹介する。以前のコーナーは「ちんじゃおメール」
- 松子デトックスと真子ドテックスの揚げ春巻き あんたの悩みなんて揚げ春巻きにしてやるわ!

松野扮する松子デトックスと、太田扮する真子ドテックスがリスナーから寄せられた悩みを解決していく。最後に松子が「揚げ春巻き一本!」の決め言葉と共に格言を言う。当初、松子は「太紀ちゃんの店」終了時に「解雇」され、このコーナーはたつ子として行っていたが、番組の宴会席上でパーソナリティ2人からの提案がなされ、第9回（2010年3月1日）放送分より松子が「再雇用」された。
- 珍こきこき和歌集

「ちんこカルタ」より派生。松子デトックスと、太田扮する真子ドテックスがリスナーから寄せられた変態な俳句・短歌を紹介する
- 唄え!ちんこ歌留多!!

リスナーから寄せられた「ちんこカルタ」を、メロディに乗せて、「小ちんこ」、「中ちんこ」、「大ちんこ」のランク別に歌い、紹介する。
「今週のかるた」より、リニューアル。
- 妖精たちの花園

松野扮するフェアリータッツィと太田扮するフェアリーシンカーベルが、変態リスナー（妖精）の疑問に応えていく。

### 過去のコーナー
- 太まん中華釜

BBQR時代に行っていた、ゲストコーナー。ゲストは冒頭で中華窯の中に「恥ずかしい話」を告白し、トーク終了後、再度中華窯の中にトーク中言い切れなかった事（主にゲストからの告知）を言うことになっている。
- 今週の目標

「太紀ちゃんの店」での「いーこわしーばな」に当たるオープニングコーナー。リスナーから寄せられた「今週の目標」を紹介する。
- ちんこカルタ

リスナーから寄せられた「ちんこ」を含んだカルタを、「小学校低学年ちんこ」、「思春期ちんこ」、「極太ちんこ」のランクに分けて紹介する
元ネタは、ちんこすこうに入っている「ちんことわざカルタ」。「今週のかるた」に派生。
- 今週のかるた

上記ちんこカルタの行方がわからなくなったことから、オープニングコーナー化
「唄え!ちんこ歌留多!!」へのリニューアルにより、終了。
- ぶんBOOKお釜

たちばな出版から出されている書籍を朗読する
- たいまんラーメン…近いふしぎ発見!

リスナーから寄せられた近場にある不思議を紹介する。判定は第15回より松野扮する松子の双子の妹、梅子ズラックスが行う。

## ゲスト
- 第1回（2010年1月4日放送分） 神奈延年
- 第2回（2010年1月11日放送分） 伊藤かな恵
- 第3回（2010年1月18日放送分） 野中藍
- 第4回（2010年1月25日放送分） 神田朱未
- 第5回（2010年2月1日放送分） 金田朋子
- 特別編（2010年2月6日放送分） 鷲崎健、浅野真澄[1]
- 第6回（2010年2月8日放送分） 緑川光
- 第7回（2010年2月15日放送分） 森田成一
- 第8回（2010年2月22日放送分） 秋山莉奈（電撃大賞パーソナリティー）[2]
- 第9回（2010年2月29日放送分） 置鮎龍太郎
- 第10回（2010年3月8日放送分） 白石涼子
- 第11回（2010年3月15日放送分） 相沢舞
- 第12回（2010年3月22日放送分） 草尾毅
- 第13回（2010年3月29日放送分） 鹿野優以
- 第14回（2010年4月5日放送分） 竹本英史
- 第15回（2010年4月12日放送分） 小松由佳
- 第16回（2010年4月19日放送分） 阪口大助
- 第17回（2010年4月26日放送分） 広橋涼
- 第18回（2010年5月3日放送分） 難波圭一
- 第19回（2010年5月10日放送分） 田中真弓
- （2011年4月8日放送分） 皆口裕子 [3]
- （放送日不明） 川庄美雪
- （2011年10月28日放送分）　三浦祥朗 （電撃大賞同年10月からの新パーソナリティー。）

## エピソード
- 「松野太紀のCafe Blue Mountain 2」開始以降2度目のリニューアルをした今回を、松野・豊嶋は「声優生命を賭けた最後のリニューアル」と意気込んでおり、放送が開始された1月から2月初旬までの約1ヶ月を「人のふんどしを借りよう月間」として、他番組での番組プロモーション活動を活発に行った(これまでに「声優DO」、「伊藤かな恵の超ラジ!Girls」（以上松野のみ）、「ノン子とのび太のアニメスクランブル」、「鷲崎健の超ラジ!」「森永理科のアウトローラジオ」、「A&G 超RADIO SHOW〜アニスパ!〜」にゲスト出演した)
- 第20回放送分は、豊嶋が番組を卒業したため、新アシスタントを求め、松野が身内の声優に電話で出演交渉した。その結果、松野が無理やり太田真一郎を抜擢した

リスナー
- 番組では番組常連リスナーを「太まん飯店 ヴァカボーズ6人組」（太まんV6）としてパーソナリティが勝手に命名している。また、常連リスナーの増加により、TCB48（太まんチュルドレンofバカ48人）の結成も考えられている。なお、太まんV6のメンバーの中には「電撃大賞」の常連リスナーもいる。